# Nils Liedholm
Nils Liedholm (Valdemarsvik, Suecia, 8 de octubre de 1922-Cuccaro Monferrato, Italia, 5 de noviembre de 2007) fue un futbolista sueco que jugaba como centrocampista. Fue ganador de la medalla de oro con el equipo de Suecia en los Juegos Olímpicos de Londres 1948 y subcampeón de la Copa Mundial de Fútbol de 1958 realizada en Suecia, cuando fueron derrotados en la final ante Brasil por 5 a 2. Estrella del Milan a fines de los años 50 y 60, era conocido como «Il Barone» (El Barón).

## Carrera profesional
Excepcional centrocampista sueco, dotado de una gran calidad y una extraordinaria visión de juego. Formó una de las parejas ofensivas más compenetradas en la historia del fútbol junto a su compatriota Gunnar Nordahl, que se movía en la punta de ataque.
Tras jugar en el IFK Norrköping, donde logró dos veces el campeonato sueco, recaló en el poderoso AC Milan, donde coincide con sus compatriotas Gunnar Gren y Gunnar Nordahl. Ellos formaron el mítico trío Gre-No-Li, haciendo alusión a las primeras letras de sus apellidos. En aquel mítico Milan, ellos eran las estrellas de un equipo que hizo historia en el club, dominando buena parte de los campeonatos italianos de esa década. Gren, en la derecha, y Liedholm, en la izquierda, aunque jugaban muy bien con ambas piernas, eran los maestros del medio campo, y Nordahl, muy recio, era el gran goleador del equipo. 
Empezó jugando en mediocampo y luego terminó como líbero hacia el final de su carrera. Permaneció en el Milan hasta su retirada en 1961 a la edad de 39 años, habiéndose ganado el respeto y la admiración de todo el fútbol italiano.
La trayectoria como entrenador fue exitosa al igual que como jugador. Empezó entrenando al Milan en 1963, donde estuvo vinculado al equipo hasta la temporada de 1965/66.
Posteriormente entrena a equipos como la Roma, Chievo Verona, Monza, Varese, Fiorentina y nuevamente al Milan en dos ciclos, donde logra títulos locales.
En la selección de Suecia fue el pilar en la obtención de la medalla de oro, en 1948, en los Juegos Olímpicos de Londres.

## Selección nacional
Ha sido internacional con la selección de fútbol de Suecia, ha jugado 21 partidos internacionales y ha anotado 10 goles.

### Participaciones en Juegos Olímpicos
| Torneo                  | Sede    | Resultado |
| ----------------------- | ------- | --------- |
| Juegos Olímpico de 1948 | Londres | Oro       |

### Participaciones en Copas del Mundo
| Mundial                        | Sede   | Resultado  |
| ------------------------------ | ------ | ---------- |
| Copa Mundial de Fútbol de 1958 | Suecia | Subcampeón |

## Clubes

### Como jugador
| Club           | País   | Año       |
| -------------- | ------ | --------- |
| IK Sleipner    | Suecia | 1943-1946 |
| IFK Norrköping | Suecia | 1946-1949 |
| AC Milan       | Italia | 1949-1961 |

### Como entrenador
| Club           | País   | Año       |
| -------------- | ------ | --------- |
| AC Milan       | Italia | 1963-1966 |
| Hellas Verona  | Italia | 1966-1968 |
| AC Monza       | Italia | 1968-1969 |
| AS Varese      | Italia | 1969-1971 |
| ACF Fiorentina | Italia | 1971-1973 |
| AS Roma        | Italia | 1973-1977 |
| AC Milan       | Italia | 1977-1979 |
| AS Roma        | Italia | 1979-1984 |
| AC Milan       | Italia | 1984-1987 |
| AS Roma        | Italia | 1987-1989 |
| Hellas Verona  | Italia | 1992      |
| AS Roma        | Italia | 1997      |

## Palmarés

### Como jugador
- 2 Campeonatos suecos: 1947; 1948.
- 4 Ligas italianas: 1950/1951, 1954/1955, 1956/1957, 1958/1959.
- 2 Copas latinas: 1951 y 1956.
- 1 medalla de oro en Juegos Olímpicos de 1948

### Como entrenador
- 2 Ligas: 1978/79 con el Milan, y 1982/83 con la AS Roma.
- 3 Copas de Italia: 1979/80, 1980/81 y 1983/84, todas con la Roma
- 2 Promociones: 1967/68; 1969/70.